# 大島宏彦
大島 宏彦（おおしま ひろひこ、1934年4月26日 - 2023年8月23日）は、日本の実業家。位階は従三位、勲章は旭日大綬章。中日新聞社最高顧問。愛知県名古屋市出身。

## 経歴
愛知県立旭丘高等学校を経て、1957年に東京大学法学部卒業。同年に中日新聞社に入社。
1968年にはワシントン特派員、1979年6月には取締役、1981年6月には常務、1983年6月には専務、1984年6月には副社長を歴任し、1987年6月から社長に就任し。1997年5月からは会長に就任し、2003年6月からは取締役最高顧問に就任した。
1995年から2000年までは株式会社中日ドラゴンズ代表取締役オーナーを務めた。第2次星野仙一政権をバックアップし、球団の黄金期を作った一人といわれる。
2020年3月、中日ドラゴンズ名誉オーナーを退任した。
東海ラジオ放送会長、東海テレビ放送代表取締役、共同通信社理事会長、名古屋商工会議所副会頭、全日本広告連盟副会長、日本相撲協会横綱審議委員、中部日本放送取締役、三好ゴルフ倶楽部の取締役などを歴任。
2007年4月に旭日大綬章を受章。
2023年8月23日、呼吸不全のため、名古屋市の病院で死去した。89歳没。死没日付をもって従三位に叙された。

## 家族・親族
中日新聞社の前身の1社に当たる新愛知新聞社の創業家である大島家の出身。実父で東京新聞社理事・営業局長を歴任した大島一衛（旧姓・山中）は愛知県守山町の第6代町長を歴任した大島藤次郎の娘に入婿し、次男の宏彦が血縁上の伯父（母の兄）であり中日新聞社社主を務めた大島一郎の養嗣子となった。そのため、血縁上は母親を通じて新愛知を創刊した大島宇吉の曽孫に当たる。実兄（一衛長男）の大島建彦は東洋大学名誉教授。
長男は中日新聞社社長の大島宇一郎。

## 著書
- 大島宏彦『新聞の歴史と未来 : 名古屋大学大学院メディアプロフェッショナル論講義録』中日新聞社、2013年11月。ISBN 9784806204688。
- 興信データ株式會社『人事興信録 第45版 上』興信データ、2009年。